# U-18プレミアリーグ
U-18プレミアリーグ（アンダーエイティーン　プレミアリーグ）とは、イングランド・プレミアリーグの下部組織が所属するリーグ。2012-2013シーズンよりプレミアリザーブリーグとプレミアアカデミーリーグが統合して開催された。

## 概要

### 歴史
2012-2013シーズンから育成改革が行われ、プレミアリザーブリーグとプレミアアカデミーリーグが統合して「U-18プレミアリーグ」が新設された。このリーグはトップリーグとアカデミーのギャップを埋めるのが目的で、18歳以下の選手が登録可能。

### 試合方式
まずイーストとウエストでリーグ戦を行い、その成績を基として、4チームずつ×3組（A組、B組、C組）とわけて順位決定リーグをする。そして、それぞれリーグ戦を行いA組の1位が優勝となる。

## 2015-2016年の参加チーム

### EAST
- ブラックバーン・ローバーズFC
- ボルトン・ワンダラーズFC
- ダービー・カウンティFC
- エバートンFC
- リバプールFC
- マンチェスター・シティFC
- マンチェスター・ユナイテッドFC
- ミドルズブラFC
- ニューカッスル・ユナイテッドFC
- サンダーランドAFC
- ストーク・シティFC
- ウォルバーハンプトン・ワンダラーズFC

### WEST
- アーセナルFC
- アストン・ヴィラFC
- ブライトン・アンド・ホーヴ・アルビオンFC
- チェルシーFC
- フルハムFC
- レスター・シティ
- ノリッジ・シティ
- レディングFC
- サウサンプトンFC
- トッテナム・ホットスパー
- ウェスト・ブロムウィッチ・アルビオンFC
- ウェストハム・ユナイテッドFC

## 歴代優勝
| Season  | Champions                       |
| ------- | ------------------------------- |
| 2012–13 | Fulham                          |
| 2013–14 | Everton                         |
| 2014–15 | Middlesbrough                   |
| 2015–16 | Manchester City                 |
| 2016–17 | Chelsea                         |
| 2017–18 | Chelsea                         |
| 2018–19 | Derby County                    |
| 2019–20 | Not awarded (COVID-19 pandemic) |
| 2020–21 | Manchester City                 |
| 2021–22 | Manchester City                 |
| 2022–23 | Manchester City                 |